# Ford Sierra
 (avril 2023).
Si vous disposez d'ouvrages ou d'articles de référence ou si vous connaissez des sites web de qualité traitant du thème abordé ici, merci de compléter l'article en donnant les références utiles à sa vérifiabilité et en les liant à la section « Notes et références ».

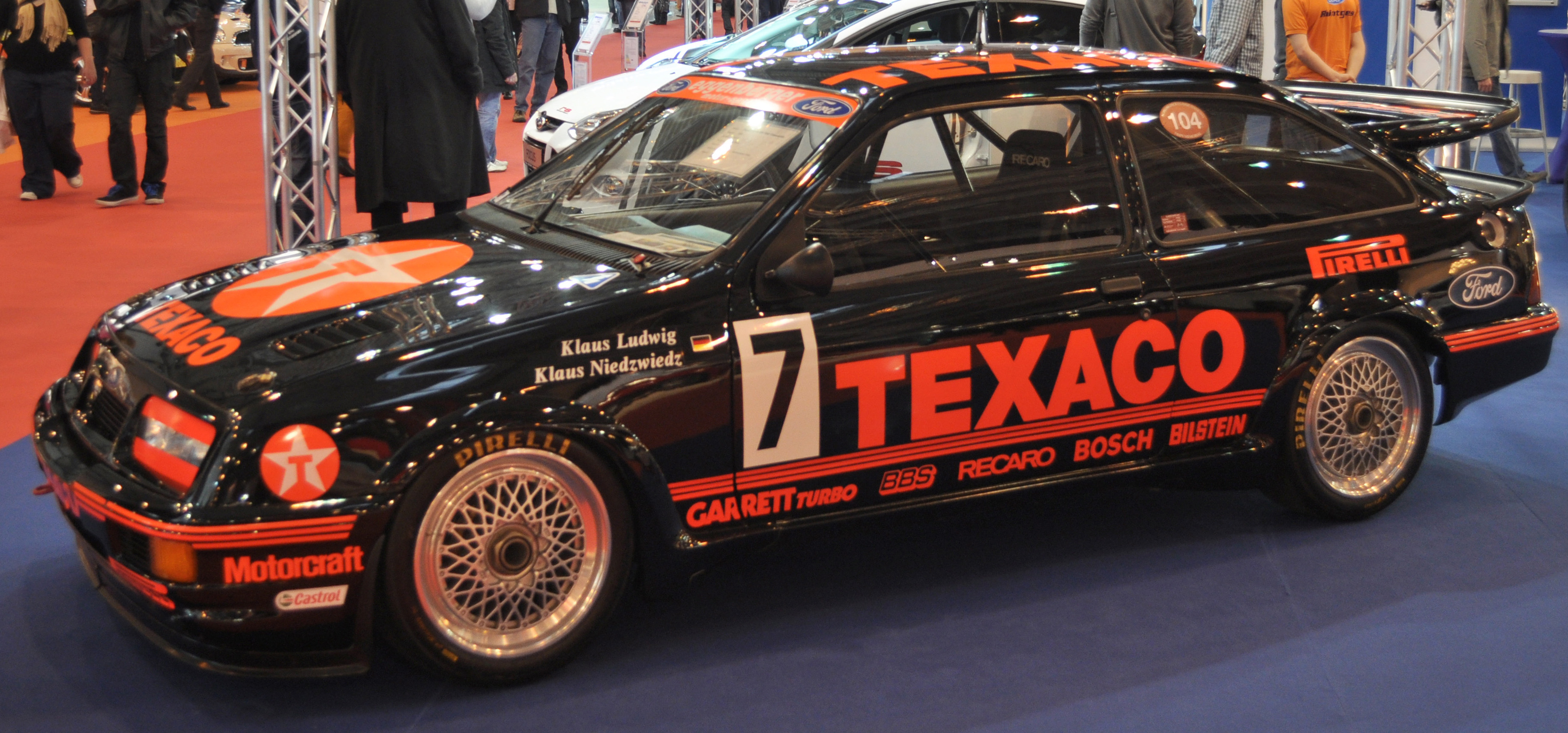
La Ford Sierra RS 500 de Klaus Ludwig et Klaus Niedzwiedz, vice-champions du monde lors de la première édition du WTCC en 1987.

La Ford Sierra est une voiture produite par Ford entre 1982 et 1993.
Elle est la remplaçante de la Taunus en Europe (Ford Cortina en Grande-Bretagne) et sera elle-même remplacée par la Mondeo.
À l'époque, son style signé d'un certain Patrick Le Quément a séduit et les ventes n'ont pas tardé à décoller. 2 750 000 Sierra furent fabriquées, principalement en Allemagne, en Belgique (Genk), au Royaume-Uni, en Argentine, Afrique du Sud…

## Développement initial et réception
En 1978, Ford Europe travaillait sur un nouveau modèle de milieu de gamme pour remplacer la Cortina / Taunus au début des années 1980, sous le nom de code "Project Toni".
Ford avait confirmé en 1981, un an avant le lancement officiel de la Sierra, que sa nouvelle voiture de milieu de gamme porterait le nom de Sierra, annonçant la fin des appellations Taunus et Cortina, respectivement utilisées depuis 43 et 20 ans par le constructeur. En septembre 1981, Ford avait également dévoilé le concept car Probe III au Salon de l'automobile de Francfort, préfigurant l'allure du modèle qui sortirait 12 mois plus tard.
La Sierra fut présentée à Birmingham à l'automne 1982. Son design bicorps et tout en arrondis, tranchant radicalement avec le style anguleux et rectiligne de la Taunus / Cortina tricorps, déstabilisa beaucoup les spectateurs : la voiture en gagna le surnom anglais de "jellymould", "moule à gelée". Cette silhouette étrange permettait toutefois à la Sierra d'afficher un coefficient de traînée de seulement 0,34, une amélioration significative par rapport aux 0,45 de la Taunus qu'elle remplaçait. Ford pouvait ainsi vanter l'abaissement des consommations grâce à ce meilleur Cx, notamment pour les versions à moteur V6. L'intérieur, lui, était plus traditionnel que la carrosserie.
Les marchés nationaux réagirent différemment à la nouvelle voiture. En Grande-Bretagne, marché très conservateur et porté sur les berlines tricorps, les ventes restèrent faibles au cours des premiers mois - l'écoulement à prix bradés des stocks de dernières Cortina accentuant cette mévente ; les chiffres ne finirent par décoller qu'en 1983, après que la clientèle eut le temps de s'habituer aux formes inhabituelles de la voiture. En Allemagne de l'Ouest, en revanche, la Sierra connut tout de suite le succès : quelques mois après son lancement, elle réalisait des chiffres de ventes équivalents au triple de ceux de la Taunus.
(Attention : suite de l'article traduite automatiquement de l'article en anglais. Nombreuses expressions et tournures étranges, incorrectes ou inexistantes en français)
C'est plus tard dans la vie de la Sierra que le style a commencé à porter ses fruits ; dix ans après son introduction, le style de la Sierra n'était pas aussi obsolète que celui de ses concurrentes, même si toutes les principales concurrentes étaient des modèles plus récents, bien que la Sierra ait été modifiée à plusieurs reprises et que de nombreux nouveaux moteurs aient été ajoutés. Les changements les plus notables sont intervenus à l'automne 1987, avec un lifting majeur et l'ajout d'une berline 4 portes (Royaume-Uni : Sapphire). Alors que d'autres fabricants adoptaient un style aérodynamique similaire, la Sierra avait l'air plus normale. À son apogée, c'était la deuxième voiture la plus vendue de Grande-Bretagne en 1983, 1988 et 1989, et était toujours la cinquième voiture la plus vendue de Grande-Bretagne en 1992. Sa meilleure année a été 1989, avec plus de 175 000 exemplaires vendus. Cependant, en 1984 et 1985, elle a été dépassée par la Vauxhall Cavalier sous la forme MK2, puis par la Cavalier MK3 de 1990 jusqu'à sa disparition. Néanmoins, elle a largement dépassée les ventes de sa deuxième rivale clé, l'Austin Montego, qui a été lancée en avril 1984. Entre 1985 et 1988, la Sierra a fait face en Europe à une nouvelle concurrence de la part de la Renault 21 et de la Peugeot 405, tandis que le constructeur automobile japonais Nissan produisait en Grande-Bretagne son modèle Bluebird à partir de 1986.
Les premières versions souffraient de problèmes de stabilité en cas de vent traversier, ce qui a été résolu en 1985 avec l'ajout de "virures" (petits spoilers) sur le bord arrière des joints en caoutchouc des vitres latérales les plus à l'arrière. Ces lacunes ont suscité beaucoup d'attention dans la presse et ont contribué au ralentissement précoce des ventes, lorsqu'elle a été dépassée en 1984 et 1985 par sa principale rivale, la Vauxhall Cavalier. D'autres rumeurs selon lesquelles la voiture cachait des dommages importants lors d'un accident (en partie vrai, car le nouveau design du pare-chocs rebondissait après un impact mineur et ne pouvait pas être «lu» pour interpréter les dommages majeurs) ont également nui à la réputation de la voiture. Cela a atteint des sommets presque hystériques au cours de ses premiers mois de vente, la presse britannique rapportant que Ford réintroduirait le modèle Cortina précédent par désespoir. Ces rapports ont été rapidement démentis par Ford. Cependant, les ventes ont commencé à augmenter en 1983, et elle est devenue la deuxième voiture la plus vendue de Grande-Bretagne derrière l'Escort. Après avoir été dépassée par la Cavalier pendant les deux années suivantes, elle a retrouvé la tête du marché britannique en 1986, et une gamme rafraîchie (avec plus d'options de moteurs ainsi que l'introduction d'une berline à malle) a connu une augmentation des ventes à partir de 1987, même si la Cavalier MK3 l'a finalement dépassée en 1990. Même en 1992, la Sierra était toujours la cinquième voiture la plus vendue en Grande-Bretagne. Elle a été surnommée « le vaisseau spatial des vendeurs » en raison de son statut populaire de voiture des flottes en Grande-Bretagne.
Contrairement au design extérieur révolutionnaire de la Sierra, la transmission était assez obsolète car elle a été adoptée de la Taunus / Cortina sortante. Les moteurs et la boîte de vitesses se sont améliorés, mais la Sierra a conservé la configuration de la propulsion arrière. La plupart des concurrentes étaient déjà passés à la traction avant à cette époque. Ford a cependant affirmé que cette configuration était nécessaire pour proposer des moteurs V6, qui devaient contribuer au confort de conduite de la Sierra. La nouveauté pour la Sierra était un moteur Diesel, bien que le moteur lui-même ne soit pas du tout nouveau. Semblable à la Ford Granada, Ford a utilisé un moteur "Indenor" qui a été conçu par Peugeot dans les années 1950. Alors que la Granada était proposée avec des moteurs Diesel de 1,9 L, 2,1 L et 2,5 L, l'unité de la Sierra avait une cylindrée de 2,3 litres. Ce moteur n'a été remplacé qu'en 1989 par un tout nouveau turbodiesel de 1,8 litre, développé par Ford lui-même. La Sierra avait de série une boîte manuelle à quatre vitesses, avec en option une boîte à cinq vitesses mais de série sur les Diesel de 2,3 L et V6 de 2,3 L. À une époque où la Vauxhall Cavalier rivale était proposée avec une boîte à cinq vitesses, cela a conduit certains critiques à dire que la Sierra était quelque peu sous-alimentée. Au milieu des années 1980, de nombreuses voitures plus petites (certaines même de deux segments plus petites) étaient équipées de série de boîtes de vitesses à cinq vitesses.
L'une des caractéristiques de conception les plus frappantes de la Sierra était son panneau avant fermé au lieu d'une calandre, qui se trouvait également plus tard sur la Ford Taurus de 1985. L'admission d'air était située sous le pare-chocs avant, faisant de la Sierra une soi-disante «reniflard inférieur». Les phares étaient intégrés dans ce panneau avant tandis que les clignotants étaient montés dans le pare-chocs dans une unité combinée avec les phares antibrouillard. Cependant, cette configuration n'était présente que sur la finitionGhia haut de gamme ainsi que sur le modèle de sport XR4i introduit plus tard. Les autres modèles de Sierra avaient une partie avant plus traditionnelle avec une calandre à deux barres entre les phares, non peinte sur le modèle de base. Ces modèles avaient également des clignotants dans le pare-chocs, bien qu'ils soient plus minces mais plus larges et sans phares antibrouillard. La Ghia et la XR4i avaient toutes deux des phares larges avec deux lentilles, tandis que les autres modèles avaient des phares plus petits avec une seule lentille. Pour l'année modèle 1985, tous les modèles de spécifications inférieures, à l'exception du modèle de base, ont adopté le traitement de la calandre et des phares des Ghia et XR4i. Cependant, la deuxième lentille des modèles de spécifications inférieures n'avait pas d'ampoule réelle à l'intérieur. Sur la Ghia et la XR4i, cette lentille contenait des feux de route supplémentaires. L'avant du modèle XR8 sud-africain était similaire à celui de la XR4i, mais comportait une petite calandre entre les phares. Les feux arrière de la Ghia, ainsi que des toute premières XR4i, avaient la même forme et la même disposition que ceux des autres modèles, mais présentaient de minuscules stries noires horizontales sur les lentilles pour donner l'impression qu'elles étaient fumées.
En Europe, la voiture a été remplacée par la Mondeo en avril 1993, bien que les stocks aient duré environ deux ans par la suite. La Sierra est restée un achat d'occasion populaire et une voiture courante sur les routes britanniques bien au-delà de l'an 2000.

### Évaluation de la presse
Sur le plus grand marché automobile d'Europe, le magazine Auto motor und sport a publié, en décembre 1982, une comparaison d'essais routiers impliquant la Sierra et ses concurrentes évidentes, la Volkswagen Passat et l'Opel Ascona récemment améliorées (Vauxhall Cavalier Mk II au Royaume-Uni). À l'époque comme aujourd'hui, une partie du rapport de comparaison des essais routiers du magazine était un tableau de comparaison évaluant chacun des 100 attributs des voitures testées sur dix ou vingt points (selon l'importance), puis classant les voitures testées en fonction du nombre total de points décerné. Sur cette base, la Sierra testée en 1982 a devancé à la fois la Passat et l'Ascona.
L'importance de ce résultat a été soulignée plus de trois décennies plus tard, en février 2015, lorsque le magazine a rapporté qu'aucun modèle de Ford n'avait battu une Volkswagen selon ses critères d'essai routier depuis la « victoire » de la Sierra en 1982.
La Sierra a raté le prix de la voiture européenne de l'année 1983, terminant deuxième derrière l'Audi 100.

### Célébrité
Juste avant de devenir chef du parti travailliste en 1983, Neil Kinnock est devenu propriétaire de l'une des premières Sierra produites pour le marché britannique, mais sa voiture a été détruite dans un accident sur l'autoroute M4 dans le Berkshire peu de temps après son achat. Il s'est échappé de l'accident indemne.
En 1986, le fondateur de l'équipe de Formule 1 Williams, ancien pilote et mécanicien de voitures de course, Sir Frank Williams, s'est écrasé alors qu'il conduisait une Ford Sierra de location en France, le rendant tétraplégique.
Willem-Alexander des Pays-Bas, alors Prince, a écrasé sa Sierra XR4x4 en 1988 dans la ville de Leiden où il fréquentait l'université en tant qu'étudiant.

### Fabrication
Elle était principalement fabriquée en Allemagne, en Belgique et au Royaume-Uni, bien que des Sierra aient également été assemblées en Irlande, en Argentine, au Venezuela, en Afrique du Sud et en Nouvelle-Zélande.

## Transmission intégrale
En 1985, au Salon de l'automobile de Genève, la Sierra XR4x4 à quatre roues motrices a été présentée comme un dérivé de la XR4i. En 1985, la XR4x4 apparait, mais en version 5 portes cette fois (la version 3 portes n'est pas importée); la carrosserie avait de grandes vitres arrière monobloc plutôt que la conception avec un pilier supplémentaire comme utilisé sur la XR4. Elle avait deux différentiels visqueux et les deux tiers de la puissance étaient dirigés vers les roues arrière. La XR4x4 avait un seul aileron arrière au lieu de l'unité biplan distinctive utilisée sur la XR4, mais elle a reçu des jantes en alliage uniques. Une version à cinq portes a été ajoutée peu de temps après. Un break à quatre roues motrices est devenu disponible avec ce groupe motopropulseur au Salon de Genève de 1986, mais avec le badge Ghia plutôt que le badge XR4x4. Cette version était mieux équipée et n'avait pas le côté sportif des berlines, et elle était également disponible avec une transmission automatique,. Les quatre roues motrices permettaient une marge de sécurité supplémentaire sur les routes glissantes ou enneigées, tout en conservant le comportement de la traction arrière de la voiture.
La XR4 d'origine à propulsion arrière a été rapidement retirée de la production après l'arrivée de la XR4x4. Elle sera équipée du même moteur que la XR4i, à savoir le 2.8i V6 utilisant le même système d'injection mécanique Bosch K-Jetronic utilisé depuis 1977 dans la Granada et depuis 1981 dans la Capri, puis en 1988 par le nouveau 2.9i V6, avec injection électronique de carburant.
Enfin en 1990 celle-ci est disponible avec le 2.0i 4 cylindres DOHC.
25 941 exemplaires de XR4x4i ont été produits avec le moteur 2.8i, 18 599 exemplaires avec le 2.9i et 1 871 exemplaires avec le 2.0i.

## Lifting de 1987
En février 1987, une Sierra restylée a été lancée pour l'année modèle 1988 et une version berline quatre portes a été ajoutée à la gamme - elle était commercialisée sous le nom de Sierra Sapphire sur le marché britannique. L'avant a été entièrement révisé, la plus grande différence étant que les clignotants sont désormais positionnés au-dessus du pare-chocs et sur le côté d'un nouveau design de phare. Alors que la calandre restait à nouveau masquée, les versions britannique, irlandaise et sud-africaine de la carrosserie nouvellement introduite de la berline présentaient une calandre unique peu profonde et noire entre les phares. Cela mis à part, toutes les spécifications de la Sierra partageaient désormais une face avant commune, par rapport au style de la voiture d'origine. Les fenêtres latérales étaient légèrement plus grandes et les coins plus nets pour augmenter la vision vers l'extérieur. Les feux arrière ont été remplacés par des modèles plus minces mais plus larges contenant des feux stop séparés. La berline à malle a des feux arrière similaires à ceux des berlines à hayon révisées, mais non interchangeables. L'arrière du break n'a jamais changé pendant la durée de vie de la Sierra. L'intérieur a été légèrement modernisé.

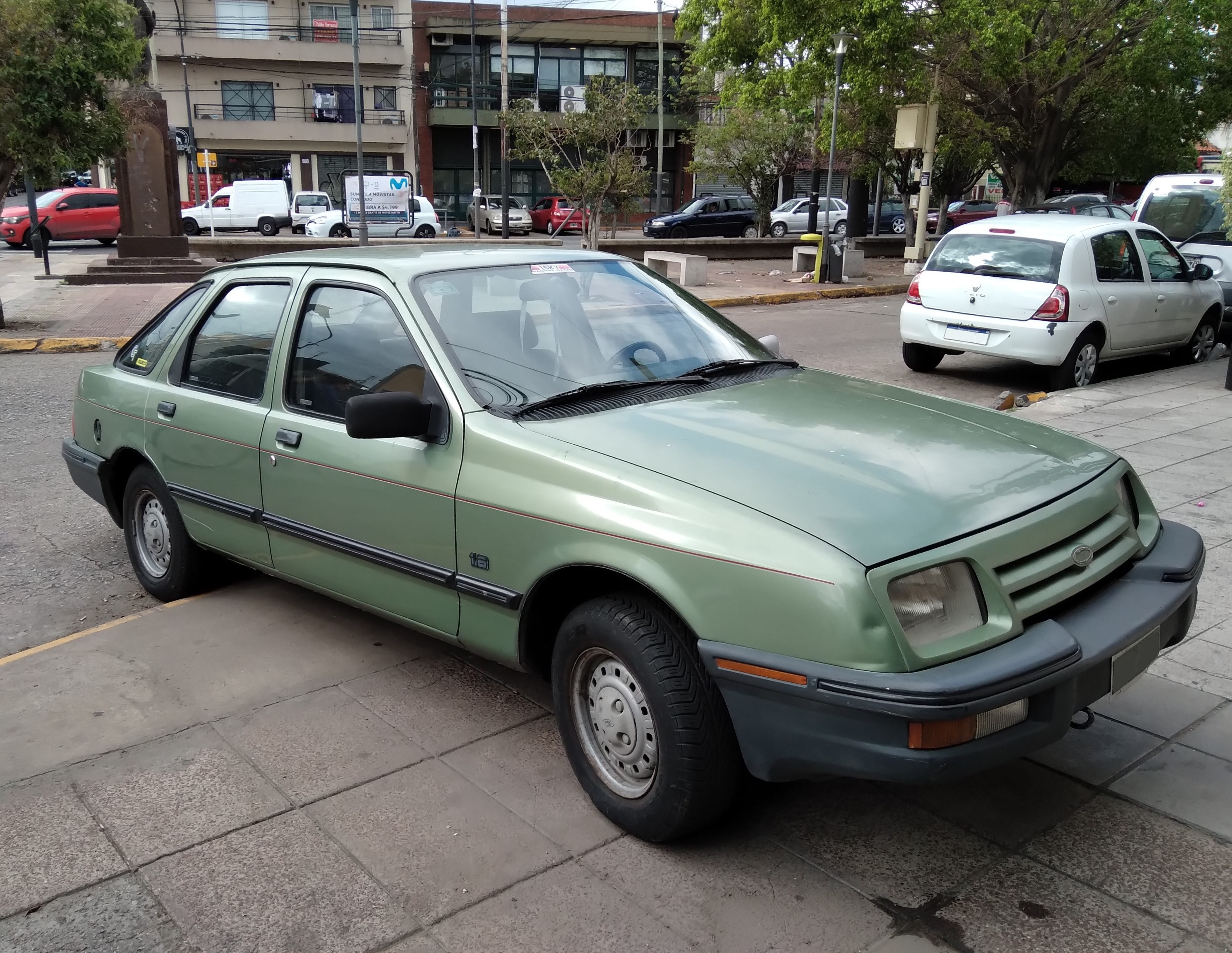
Ford Sierra Mk I en Argentine.

Autre nouveauté dans la gamme : un nouveau moteur essence de 1,8 litre « à combustion pauvre », qui s'est avéré être l'un des choix les plus populaires de la gamme Sierra.
La XR4x4 était maintenant basée sur le style de carrosserie à hayon cinq portes et présentait des styles de pare-chocs avant et arrière différents de couleur carrosserie, ainsi que des bandes de frottement latérales plus larges. À partir de janvier 1988, la RS Cosworth était désormais basée sur le style de carrosserie à malle nouvellement introduit et comportait un autre style de pare-chocs avant ainsi que la calandre noire qui ne se trouvait que sur les versions britanniques de la carrosserie berline à malle. La RS Cosworth a reçu plus de puissance et quatre roues motrices à partir de janvier 1990. De plus, un moteur à came à rouleaux a été ajouté en 1987 pour éviter une usure excessive de la came.
À partir de 1988, un pick-up appelé P100 a été produit au Portugal en utilisant la cabine et les moteurs de la Sierra, en remplacement du modèle précédent lié à la Cortina / Taunus.
La Sierra était la réponse de Ford face au succès de la voiture à plate-forme J de General Motors (Vauxhall Cavalier au Royaume-Uni), qui avait été lancée en 1981 avec une traction avant et une carrosserie à hayon pour compléter la berline à malle. Fait inhabituel dans ce segment à cette époque, la Sierra était toujours à propulsion arrière.
C'était également une concurrente sérieuse pour d'autres rivales du début des années 1980, y compris la Talbot Alpine, la Peugeot 505, la Morris Ital et la Citroën BX, mais en 1988, elle était en concurrence avec une foule de nouvelles rivales, y compris la troisième génération de Vauxhall Cavalier (Opel Vectra), la Rover Montego, la Peugeot 405, la Renault 21 et la Nissan Bluebird.

## Styles de carrosseries
Le passage vers la Sierra depuis la Cortina et la Taunus était la deuxième fois que Ford changeait sa gamme de berlines à malle en une berline à hayon après le lancement de l'Escort Mark III en 1980, et avant l'introduction de la Scorpio (connue sous le nom de Granada Mark III au Royaume-Uni et en Irlande) en 1985. Cependant, comme la Cortina et la Taunus avant elle, la Sierra était disponible en break.
La société a lancé la Ford Orion en 1983 pour combler le vide laissé par la Cortina dans la gamme des berlines à malle. Ford a constaté que les clients étaient plus attachés qu'ils ne l'avaient prévu à l'idée d'une berline à malle, et cela a été résolu en 1987 par la production de la Sierra version berline à malle. Au Royaume-Uni, ce modèle s'appelait la Ford Sierra Sapphire. Elle différait des autres modèles de Sierra en ayant une calandre noire traditionnelle, qui n'apparaissait que sur les marchés avec conduite à droite.
Au cours de la vie de la voiture, deux styles différents de carrosserie 3 portes ont été utilisés ; une conception avec deux montants à l'arrière de la porte, ressemblant beaucoup à un cadre modifié du modèle 5 portes, tel qu'utilisé sur la XR4i haute performance ; et une conception à un pilier utilisée sur les berlines 3 portes, aussi bien celles aux performances standard, mais également celles à l'autre extrémité de l'échelle de la base comme la RS Cosworth à très haute performance.
Au moment du lancement de la voiture, les deux styles étaient déjà envisagés et un modèle de démonstration avec un style différent de chaque côté a été présenté lors d'une exposition de design de la Sierra au Victoria and Albert Museum de Londres, mais la conception à un pilier n'a été lancée qu'en 1984. La Sierra 3 portes a ensuite été abandonnée au Royaume-Uni, bien que la version Cosworth ait continué. La production de la Sierra 3 portes s'est poursuivie en Europe continentale, y compris après que la gamme Sierra a été rénovée en 1987, mais cela n'a jamais été proposé au Royaume-Uni.
Une fourgonnette 5 portes basée sur le break, connue sous le nom de Sierra Van, a été introduite en 1984, qui, contrairement aux fourgonnettes similaires dérivées de voitures, a conservé ses vitres latérales. La banquette arrière a été retirée et le plancher métallique de chargement a été étendu jusqu'aux sièges avant. Un moteur Diesel et un choix limité de moteurs essence étaient disponibles pour le Van. Cette variante n'a jamais été vendue au Royaume-Uni. bien que certains aient été produits en conduite à droite pour le marché irlandais.

## Versions
| Photographie | Version                     | Construite à partir de | Construite jusqu'à |
| ------------ | --------------------------- | ---------------------- | ------------------ |
|              | Ford Sierra (Mk I)          | 1982                   | 1987               |
|              | Ford Sierra (Mk II)         | 1987                   | 1990               |
|              | Ford Sierra (Mk II rénovée) | 1990                   | 1993               |

La Sierra possède une gamme assez vaste de finitions, que l'on retrouve sur les quatre phases de sa production (notées Mk1, Mk2, Mk3 et Mk4). Pour compliquer les choses, certaines finitions n'ont pas reçu certaines motorisations. Ces finitions sont relativement nombreuses : standard, Laser, C, L,CL, GT, CLX, GLS, GL, S, Coupé, Ghia… Pour couronner le tout, ces finitions ne s'appliquent pas aux modèles sportifs. Les finitions se distinguent par les options dont elles disposent. La Sierra existe en 5 portes (hayon), 3 portes (S - ou Le Coupé -, XR, Cosworth pour la France, L, GL, CL, 3 portes non importées), 4 portes (silhouette tricorps), break et pick-up (Sierra P100). Il existe notamment un modèle unique réalisé par Etienne le Bolideur, la Vega Missyl.

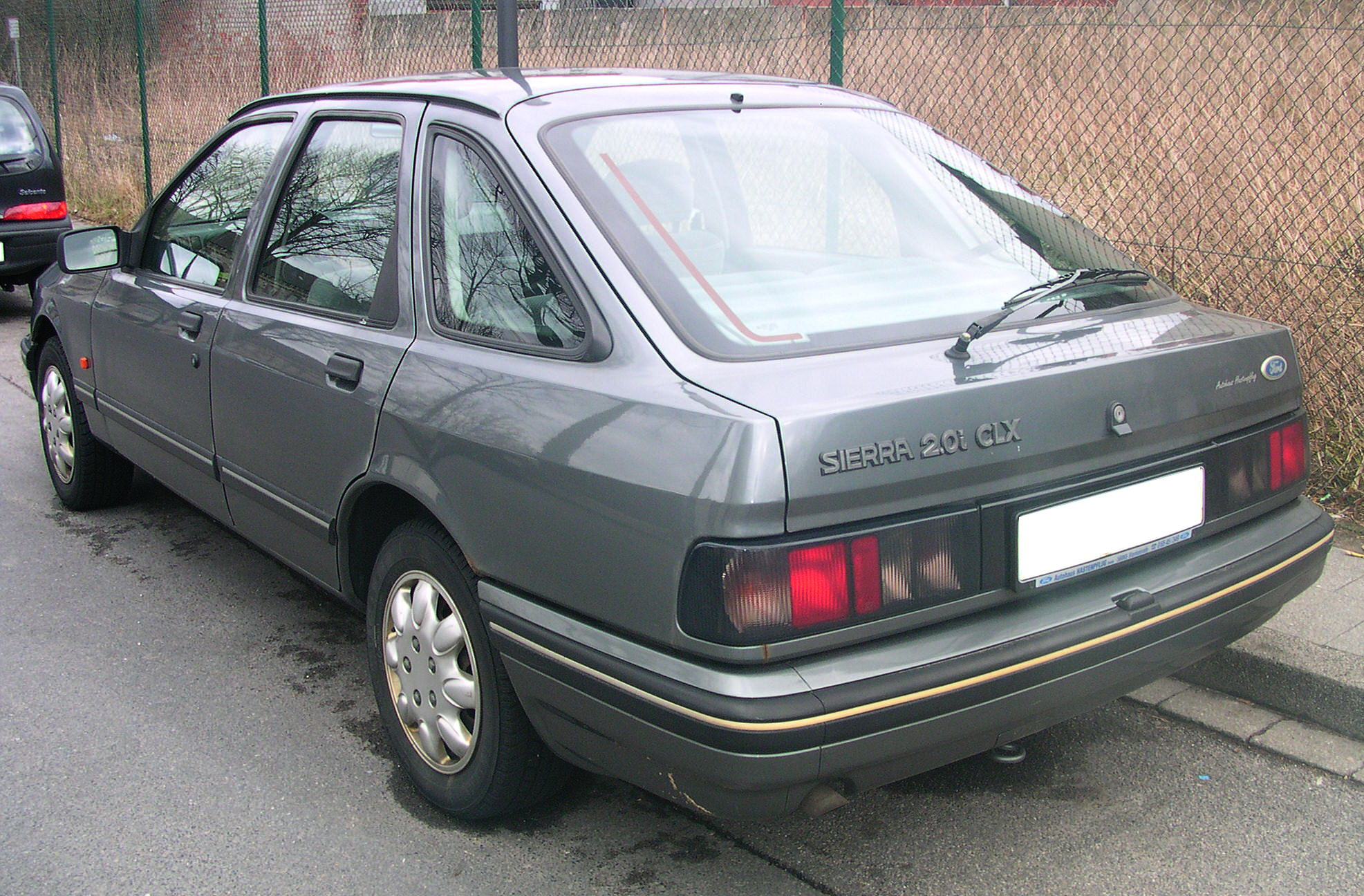
Sierra 2 volumes -hayon-
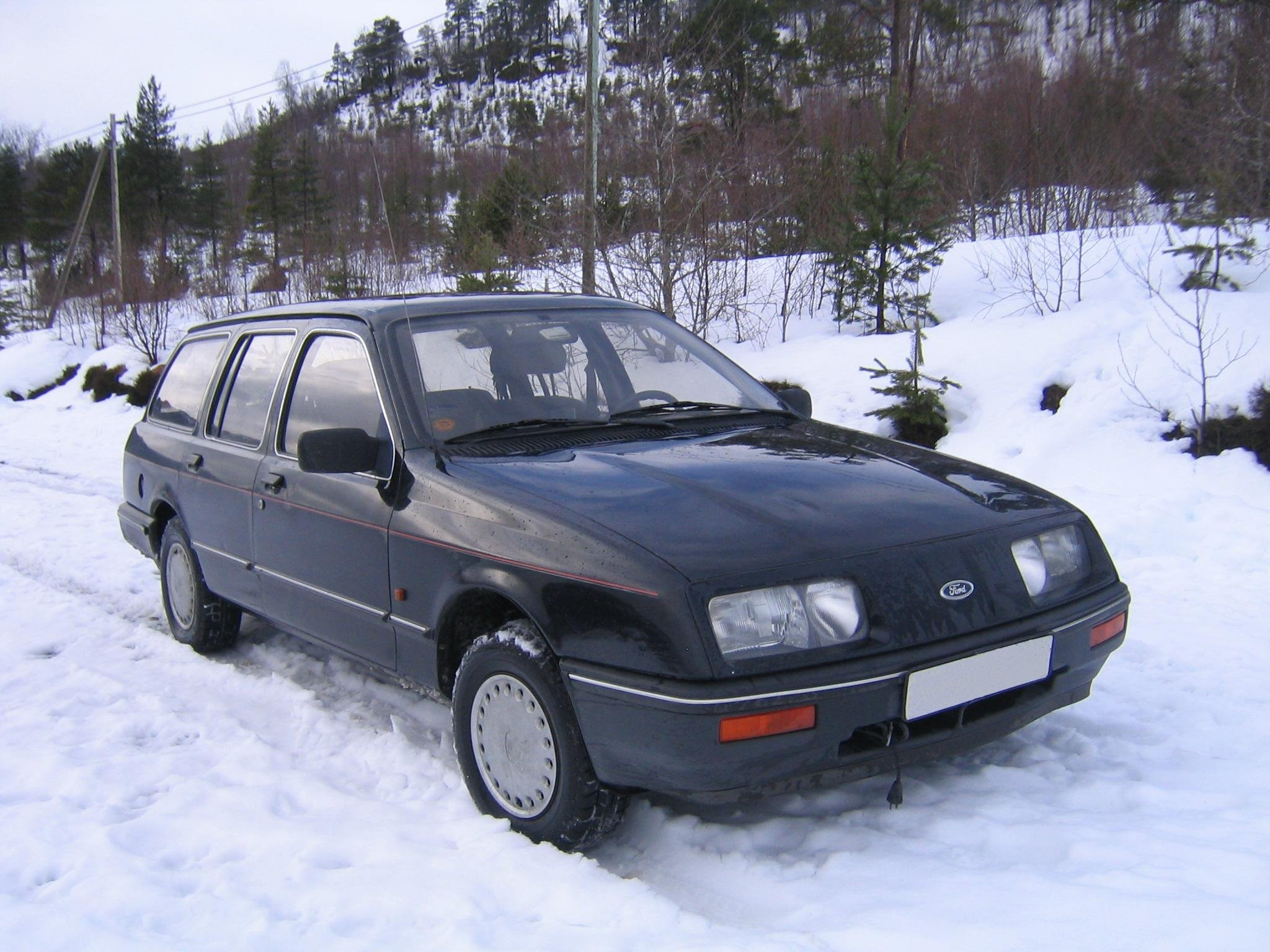
Sierra Break mk1
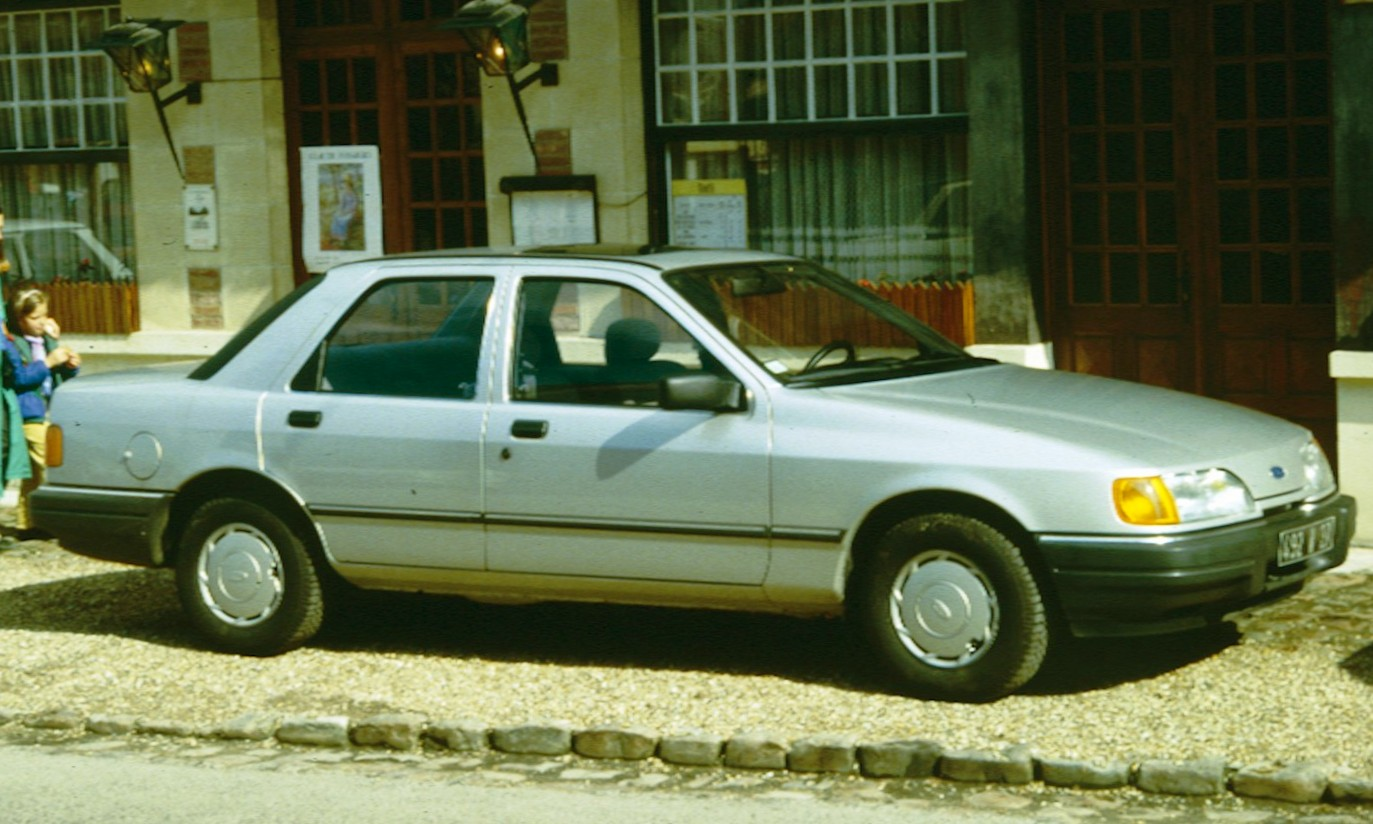
Sierra 3 volumes -coffre-
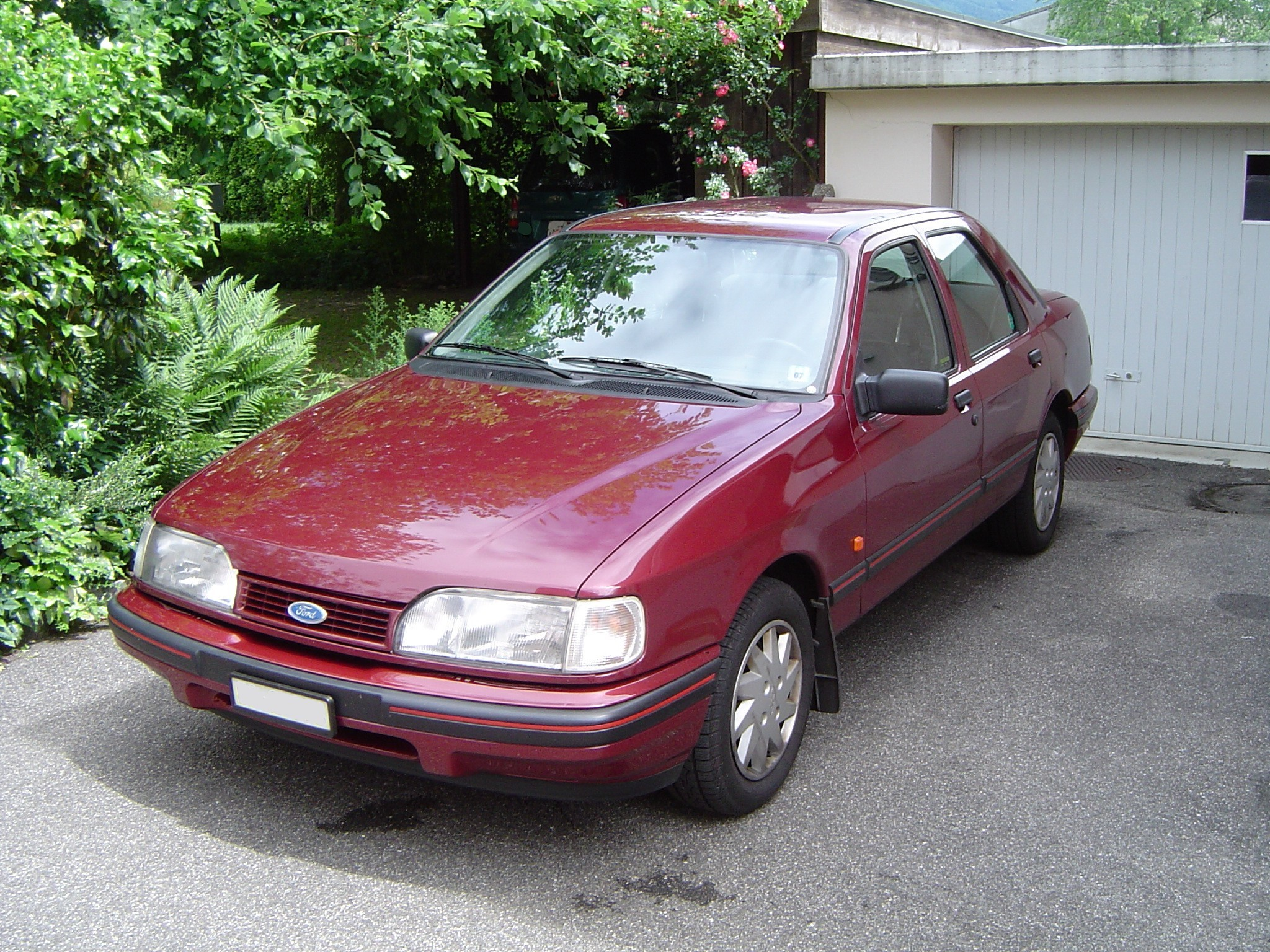
Sierra CLX Swiss 3 volumes

## Gamme des modèles de Sierra

### Options de transmission
Au cours de sa carrière, la Sierra était disponible avec une large gamme de moteurs essence :
- Quatre cylindres en ligne Pinto OHC de 1,3 L (1 294 cm3 ; 60 ch (44 kW ; 59 HP))
- Quatre cylindres en ligne Pinto OHC de 1,6 L (1 593 cm3 ; 75 ch (55 kW ; 74 HP)), disponible en version standard ou économique
- Quatre cylindres en ligne Pinto OHC de 1,8 L (1 796 cm3 ; 90 ch (66 kW ; 89 HP)) (à partir de 1985)
- Quatre cylindres en ligne CVH OHC de 1,8 L (1 769 cm3 ; 87 ch (64 kW ; 86 HP)) (à partir de 06/1988)
- Quatre cylindres en ligne Pinto OHC de 2,0 L (1 998 cm3 ; 105 ch (77 kW ; 104 HP))
- Quatre cylindres en ligne Pinto OHC de 2,0 L (1 993 cm3 ; 115 ch (85 kW ; 113 HP)), avec injection de carburant (à partir de 1985)
- Quatre cylindres en ligne DOHC de 2,0 L (1 998 cm3; 125 ch (92 kW ; 123 HP)) (à partir de 1989)
- Quatre cylindres en ligne YB Turbo DOHC à 16 soupapes de 2,0 L (1 993 cm3 ; 204 ch (150 kW ; 201 HP)) (RS Cosworth, 1986-1987)
- Quatre cylindres en ligne YB Turbo DOHC à 16 soupapes de 2,0 L (1 993 cm3 ; 225 ch (165 kW ; 222 HP)) (RS500 Cosworth, 1987)
- V6 Cologne de 2,0 L (1 999 cm3 ; 90 ch (66 kW ; 89 HP))
- V6 Cologne de 2,3 L (2 294 cm3 ; 114 ch (84 kW ; 112 HP))
- V6 Cologne de 2,8 L (2 792 cm3 ; 150 ch (110 kW ; 148 HP)) (XR4i, 1983-1985, XR4x4, 1985-1987)
- V6 Cologne de 2,9 L (2 935 cm3 ; 150 ch (110 kW ; 148 HP)), (XR4x4, à partir de 1987)

Deux moteurs Diesel étaient disponibles :
- Quatre cylindres en ligne Peugeot de 2,3 L (2 304 cm3 ; 67 ch (49 kW ; 66 HP)) (1982-1989)
- Quatre cylindres en ligne Endura-D TD de 1,8 L (1 753 cm3 ; 75 ch (55 kW ; 74 HP)) (à partir de 1990)

Les modèles à moteurs 1300, 1600 et 2000 avaient tous une boîte de vitesses manuelle à 4 rapports ; une boîte manuelle à 5 rapports était en option avec les modèles à moteurs 1600 et 2000, et de série avec le modèle à moteur 1600 Economy, 2300 et 2300 Diesel. Une transmission automatique à 3 vitesses était disponible en option avec les modèles à moteurs 1600, 2000 et 2300.
Les Sierra à moteurs V6 de 2,0 L et V6 de 2,3 L ont été abandonnées fin 1985 et la Sierra de 1,3 L a été abandonnée en 1986. Un moteur 1,8 L à carburateur et un moteur essence de 2,0 litres à injection de carburant ont été ajoutés à Genève en 1985. En 1990, le moteur Diesel de 2,3 L a été remplacé par un moteur turbodiesel de 1,8 L. Le moteur RS Cosworth turbocompressé de 2,0 L était en vedette sur les trois versions Cosworth de la Sierra; la berline trois portes à propulsion arrière, la berline quatre portes à propulsion arrière et la berline quatre portes à quatre roues motrices.
Le modèle sportif XR4i utilisait le moteur de 2,8 L à injection mécanique (Bosch K Jetronic) couplé à une propulsion arrière (1983-1985), en plus de quatre roues motrices sur la XR4x4 (1985-1987). Il y avait aussi un break Ghia à moteur de 2,8 L sur certains marchés, et de 1985 à 1987 les clients suisses pouvaient acheter des modèles GL et Ghia à moteur de 2,8 L avec propulsion arrière en carrosserie cinq portes à hayon ou en carrosserie break. Les moteurs du marché suisse (et suédois) produisaient légèrement moins de puissance, car ces pays avaient des normes d'émissions particulièrement strictes. La puissance était de 148 ch (109 kW, 146 HP) en 1985 et de 145 ch (107 kW, 143 HP) en 1986,. Dans les Sierra Mark II, le moteur Cologne de 2,8 L a été remplacé par une version de 2,9 litres. Les deux moteurs de 2,8 / 2,9 litres donnaient 150 ch en version non catalysée.
Le modèle Cosworth bien connu était propulsé par un moteur turbocompressé de 4 cylindres et 16 soupapes connus sous le nom de YB, basé sur le bloc moteur Pinto de Ford. La Ford Sierra RS Cosworth a été introduite en 1986 en tant que berline trois portes, avec un moteur turbo DOHC de 2 litres produisant 204 ch (150 kW; 201 HP) et ayant une vitesse maximale de 150 mi/h - une vitesse normalement uniquement trouvée dans des voitures de sport de marques de prestige comme Ferrari et Porsche, à des prix beaucoup plus élevés et avec moins de praticité. À l'époque, Ford voulait concourir dans le segment des voitures de tourisme du groupe A et donc éligible pour produire une série limitée à 10% basée sur la voiture standard, ce serait donc 500 voitures. Cela était connu sous le nom de modèle «d'évolution». Ford a embauché Tickford pour aider au développement. La Sierra RS500, comme on l'appelait, arborait un petit aileron arrière supplémentaire et un aileron avant plus grand et des conduits de refroidissement supplémentaires pour le moteur, les freins et le refroidisseur intermédiaire. Sous le capot, un turbo et un refroidisseur intermédiaire plus grands ont été installés en plus d'un jeu d'injecteurs supplémentaire, donc au lieu des quatre injecteurs standard, elle en avait huit, bien que dans la finition de route ces injecteurs supplémentaires ne fonctionnaient pas. Ces modifications produisaient 225 ch (165 kW; 222 HP) en version de route et environ 557 ch (410 kW, 550 HP) en version de course. Elles ont eu beaucoup de succès dans le sport automobile[réf. nécessaire] et sont des voitures de route hautement réglables avec un très grand succès.
Contrairement à la plupart de ses concurrentes, ce sont les roues arrière qui sont motrices sur la Sierra (sauf Cosworth 4x4-berline 4 portes-, XR4x4-en version hayon- et CLX 4x4-berline 4 portes ou break-).
Jusqu'en 1989, les Sierra étaient équipées avec une transmission type N venant de la Cortina, puis elle a été remplacée par la MT75 (sur DOHC et V6). On retrouve également des suspensions indépendantes et des freins à tambour à l'arrière (sauf les modèles avec l'ABS et sportifs équipés de quatre freins à disques)
En 1987, Ford a présenté une berline quatre portes (commercialisée au Royaume-Uni sous le nom de Sierra Sapphire), qui était vendue aux côtés de la berline à hayon et du break jusqu'à ce que la Sierra soit remplacée par la Mondeo début 1993. La dernière Sierra est sortie de la chaîne de production en décembre 1992.
La Sierra Cosworth est passée à la carrosserie berline quatre portes en janvier 1988, toujours à propulsion arrière, avant que la version à quatre roues motrices ne la remplace deux ans plus tard.

## Sierra hors de l'Europe

### Afrique du Sud
En Afrique du Sud, la gamme Sierra comprenait à la fois les carrosseries cinq portes à hayon et break et la production a commencé à l'usine de Silverton (Pretoria) en janvier 1983. La gamme Sierra restylée différait de son équivalente européenne en mettant en vedette la calandre noire traditionnelle de la Sierra Sapphire berline à malle sur le hayon et le break, bien que plus tard, la calandre figurerait sur ces modèles en Europe. La berline à malle, introduite en Afrique du Sud seulement au deuxième trimestre de 1989, était simplement connue sous le nom de "Ford Sapphire".
Les versions vendues en Afrique du Sud étaient disponibles avec les moteurs essence quatre cylindres en ligne Kent de 1,6 L ou Pinto de 2,0 L et V6 Cologne de 2,3 L ou V6 Essex de 3,0 L. Alors que la Cortina MkV avait conservé en Afrique du Sud l'ancien moteur V6 Essex de 3,0 L, la Sierra a initialement reçu le nouveau moteur V6 Cologne de 2,3 L, uniquement installé dans le modèle haut de gamme. Cependant, en raison du faible coût de l'essence et de la popularité de l'ancienne Cortina XR6, une Sierra XR6 a été lancée plus tard, avec l'ancien moteur Essex, produisant initialement 103 kW (140 ch, 138 HP).
Les versions étaient LX, GL et GLX, le niveau de finition Ghia n'était pas disponible pour le marché sud-africain sauf sur la Ford Sapphire, la version berline à malle.
Comme le moteur Cologne de 2,8 L / 2,9 L n'a jamais été lancé en Afrique du Sud, le vénérable et populaire V6 Essex est resté le meilleur moteur de production normal monté dans la Sierra. En haut de gamme, la GLS 2.3 cède rapidement la place à un autre modèle phare, la GLX 3.0 (produisant moins de puissance mais plus de couple que la XR6) et ce fût la fin du moteur Cologne en Afrique du Sud, même le break recevant le V6 Essex de 3,0 L. En 1985, la Sierra était devenue le plus grand modèle de Ford sur ce marché, après la disparition de la Granada.
Vers la fin de sa vie de production, le moteur Essex a de nouveau été modifié - la version à carburateur standard a été réglée pour produire 110 kW (150 ch, 148 HP) de 1991 à 1993, tandis qu'une version à injection était disponible de 1992 à 1993. Équipant la Sierra RS 3.0i (remplaçant la XR6) et la berline à malle Sapphire Ghia (remplaçant la GLX 3.0), le moteur Essex à injection produisait environ 117 kW (160 ch, 157 HP) et était la version de Sierra / Sapphire la plus puissante vendue en Afrique du Sud, à l'exclusion du petit nombre de XR8 construits à des fins d'homologation. À la fin de la production, une édition limitée de 150 véhicules désignés sous le nom de RS 3.0i, basée sur la carrosserie berline à malle (Sapphire), a été produite avec de légères modifications du moteur qui ont abouti à une puissance de 125 kW (170 ch ; 168 HP). Ce véhicule était également équipé du système ABS ATE, comme c'était la coutume uniquement sur les modèles Sapphire GHIA de l'époque. Ces véhicules en édition limitée n'étaient disponibles qu'en deux couleurs, à savoir le rouge et le blanc.
Fait unique, le marché sud-africain a également vu l'introduction d'une XR8 de 5,0 litres entre juin 1984 et 1988. Un nombre limité de 250 Sierra XR8 a été fabriqué à des fins d'homologation, car ce modèle était la première Ford utilisée dans les courses du groupe A. La XR8 était équipée du moteur de 302 pouces cubes de la Ford Mustang américaine et de la transmission robuste Borg Warner T5. Les freins avant étaient des étriers à quatre pistons AP Racing sur des disques de 280 mm. La puissance maximale est de 154 kW (209 ch; 207 HP) et une vitesse maximale de 225 km/h a été revendiquée. La XR8 est facilement reconnaissable en ayant quatre lamelles de refroidissement entre les phares, tandis que les versions inférieures étaient vendues avec l'avant lisse d'origine.
Le moteur Kent de 1,6 L est resté presque inchangé pendant les 9 ans de vie de la Sierra / Sapphire, tandis que le moteur Cologne de 2,0 L a été révisé plusieurs fois, étant monté dans la Sierra GL 2.0 et GLE et plus tard dans les modèles Sierra LX 2.0 et Sapphire GL 2.0 et GLE dépouillés. Il a même finalement reçu une injection de carburant dans la Sapphire GLi 2.0, augmentant la puissance de 77 kW (105 ch, 103 HP) à 85 kW (116 ch, 114 HP).
La Sierra a finalement été remplacée, en Afrique du Sud, par la Telstar en 1993. Samcor, qui assemblait sous licence des modèles Ford après que Ford se soit désisté du pays, assemblait déjà les plus petites Laser et Meteor, aux côtés de la Mazda 323, sur laquelle elles étaient basées, ainsi qu'une version antérieure et remaniée de la Mazda 626. La Telstar a finalement été remplacée par la Mondeo en 1998.

### Nouvelle-Zélande
Alors que les acheteurs britanniques ont réprimandé l'absence d'une version berline à malle de la Sierra, en Nouvelle-Zélande, c'est l'absence d'un break (un «station wagon» là-bas) que les clients ont réprimandé, lorsque Ford Nouvelle-Zélande a remplacé la Cortina par la gamme Ford Telstar. Afin de combler le vide sur le marché, Ford a introduit le Sierra break en 1984, malgré l'opposition de Ford Asie Pacifique et du siège de Detroit,. Celui-ci a été assemblé localement à partir de kits CKD ("Complete Knock Down") importés. Au départ, le break était offert dans les modèles 1.6 de base, "L" 2.0 et "Ghia" 2.0, et s'est avéré bien se vendre. Le Premier ministre de l'époque, Sir Robert Muldoon, utilisait un Sierra comme moyen de transport personnel et le conduisait jusqu'à son bureau dans le bâtiment gouvernemental connu sous le nom de Beehive (Ruche en anglais). La Nouvelle-Zélande était le seul marché au monde où la Telstar et le Sierra étaient proposés côte à côte.
Pendant un mois en 1987, le Ford Sierra rénové, alors seulement un modèle break, était la gamme de voitures la plus vendue du pays. Quelques modèles cinq portes et XR4i trois portes avec moteur V6 de 2,3 L ont également été importés entièrement construits à partir de 1984.
Cependant, Ford a annulé le Sierra une fois que Mazda, qui développait la Telstar, pouvait offrir un break. Le Telstar break, bien que populaire, n'a jamais atteint les sommets du Sierra, en particulier ses succès en compétition à l'étranger. D'autres raisons pourraient être la connaissance par les clients des racines japonaises du Telstar break et le fait que le Mazda 626 break équivalent offrait une garantie considérablement plus longue à un prix similaire.
Le rejet relatif du Telstar break a contraint Ford à importer, à partir de 1990, des modèles haut de gamme complètement construit (CC) à Genk, en Belgique: le Sierra break GLX 2.0, la Sierra Sapphire Ghia 2.0 et la XR4×4 faisaient partie de cette gamme. La copie publicitaire disait: "Présentation de la nouvelle voiture qui n'a pas besoin d'être présentée". Cependant, un prix relativement élevé n'a pas aidé - le break commençait à plus de 31 000 $ NZ - et des erreurs de production dans la brochure de lancement ont montré des voitures sans volant. En outre, tout stimulant marketing que Ford aurait pu gagner grâce aux courses de voitures de tourisme du groupe A était terminé, l'Escort Cosworth devenant le porte-étendard de la société en compétition (et l'Escort, quant à elle, était absente du marché néo-zélandais).
La Sierra a été retirée du marché néo-zélandais en 1992, et il faudrait encore cinq ans avant que sa successeur européenne, la Mondeo, n'arrive. Les Sierra Cosworth restent des voitures de performance recherchées.
En revanche, la Sierra n'a jamais été vendue en Australie, car il y avait moins de demande pour un break de taille moyenne qu'en Nouvelle-Zélande, bien que la RS Cosworth / RS500 ait été utilisée dans les championnats australiens de voitures de tourisme depuis la fin des années 1980 jusqu'au début des années 1990.

### Argentine
En Argentine, la Sierra était proposée en version berline cinq portes à partir de l'été 1984. Un style de carrosserie break a été ajouté en septembre 1985. La XR4 sportive, avec une carrosserie à trois portes, est arrivée quelques mois après l'introduction initiale. Le modèle rénové de post-1987 n'a pas atteint le marché argentin, où la gamme s'est poursuivie avec une calandre de type Merkur XR4Ti jusqu'en 1991 pour la XR4 et 1992 pour les modèles à cinq portes, date à laquelle elle a été remplacée par la Galaxy basée sur la Volkswagen Santana. Les Sierra argentines se distinguent par un pare-chocs avant plus sculpté avec une entrée de refroidissement supplémentaire.
Le moteur de 1,6 L était uniquement proposé dans le modèle GL, tandis que les LX, Ghia, Ghia S / SX et XR4 étaient disponibles avec un quatre cylindres en ligne de 2,3 litres avec quelques différences de spécifications. Les deux moteurs, comme dans la Taunus TC3 précédente, appartenaient à la famille "Pinto". La puissance variait entre 75 ch (55 kW, 74 HP) pour le moteur de 1,6 L et 120 ch (88 kW, 118 HP) pour la XR4 et les versions Ghia S ultérieures. Certains modèles Ghia présentaient également une transmission automatique en option. Le break s'appelait le Sierra Rural. Ford avait précédemment utilisé le nom "Rural" pour les breaks en Argentine, comme la Taunus, de la même manière que "Turnier" en Allemagne.
Le modèle GL était le modèle de base remplacé par la LX avec le même équipement. La XR4 a finalement été complétée par la Ghia S / SX à cinq portes.

### Venezuela
Au Venezuela, la Ford Sierra, assemblée localement, a été lancée en 1985, le moteur V6 de 2,8 L étant de série sur les versions qui y sont vendues, y compris la 5 portes à hayon (280 LS et 280ES), la 3 portes à hayon (280 LS et 280GT) et également le break 5 portes (Ranchera). En 1990, une version reliftée de la Sierra, propulsée par le moteur V6 de 2,9 L, était proposée à la fois en version à hayon et en berline à malle, cette dernière étant connue sous le nom de Sierra Sapphire 300, bien que contrairement à la Sapphire sur d'autres marchés, elle avait une calandre obturée. La XR6i a également été lancée au Venezuela.

### Amérique du Nord

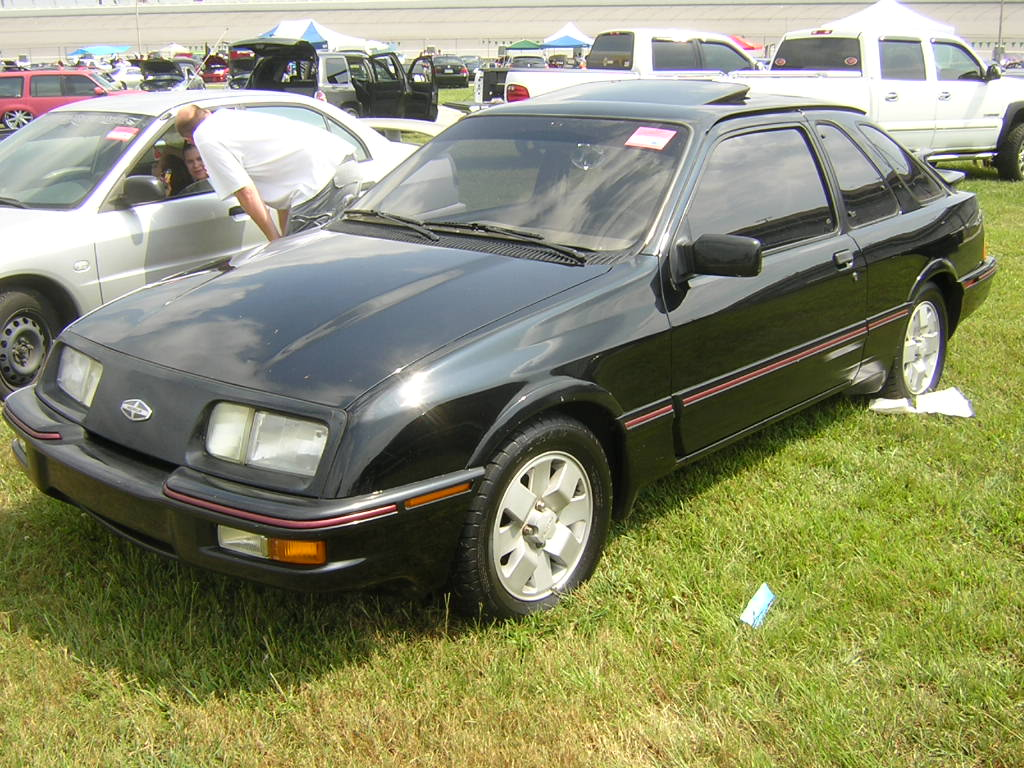
Merkur XR4Ti

Aux États-Unis et au Canada, la Sierra était commercialisée par Merkur (une filiale de Ford spécialisée dans l'importation des Ford Scorpio et Sierra à la fin des années 1980). La Sierra était importée d'Allemagne, seulement en modèle trois portes, sous le nom de XR4Ti. Le nom Sierra n'y a jamais été utilisé ; le marché avait déjà vu l'Oldsmobile Ciera au son similaire, et le nom Sierra a été utilisé et déposé par la General Motors Corporation à partir des années 1970 comme niveau de finition sur ses pick-ups.
La voiture a été proposée depuis le début de la marque Merkur en 1985 jusqu'en 1989. La XR4Ti est motorisée par un quatre cylindres en ligne 2.3 OHC Turbo (communément appelé moteur "Lima") de 175 HP (130 kW) (145 ch en boîte automatique Garrett T3). Le moteur était en grande partie le même moteur que celui disponible dans la Mustang, où il produisait 205 HP (153 kW) grâce à l'installation d'un refroidisseur intermédiaire, ce qui la distinguait de sa version européenne, équipée du 2,8 L V6.
Ford espérait pouvoir vendre ses modèles européens sur le marché d'Amérique du Nord par le biais de Merkur mais cela n'a pas marché et la marque Merkur a depuis cessé d'exister. Bien qu'elle propose le modèle XR le plus vendu dans le monde, la marque Merkur a été un flop commercial. Les raisons varient. Aux États-Unis, les réglementations en matière de sécurité et d'émissions ont forcé Ford à apporter des modifications coûteuses, entraînant des prix relativement élevés, ainsi que l'ajout obligatoire d'airbags pour tous les véhicules de 1990 et plus récents (non requis sur les marchés étrangers) condamnant la marque à une fin prématurée. Les taux de change fluctuaient également trop fréquemment. De plus, comme les Merkur étaient vendues chez les concessionnaires Lincoln–Mercury, de nombreux clients étaient plus attirés par les modèles Mercury, tels que la Mercury Sable, qui avaient un style similaire et un équipement similaire à des prix nettement inférieurs. Malgré son échec commercial, la XR4Ti figura dans la "Ten Best list" de Car and Driver en 1985.
En 1987, Ford tente un coup de poker afin de faire remonter la popularité de la Sierra aux USA. Voyant le succès de leur berline phare auprès des services de police de plusieurs pays européens (Royaume-Uni, Irlande, Luxembourg, Belgique, Allemagne...), Ford décide de proposer une version SSP de la Sierra à différents services de police américains. La version SSP loge sous son capot un moteur Pinto 2.0L OHC, retravaillé et moulé par Cosworth, produisant 135ch, couplé à une boite manuelle 5 rapports Type 9 en propulsion. Le modèle propose aussi un alternateur plus puissant ainsi que des disques de freins plus gros à l'avant et un embrayage renforcé. Malgré tout ces efforts, c'est encore un échec total pour la Sierra dans le pays de l'oncle Sam. Pas assez puissante, non disponible en boite automatique et jugée trop gourmande en carburant, elle n'aura pas une longue carrière, et ne sortira pas souvent en patrouille. En 1988, Ford se retrouve donc avec une centaine de Sierra invendables aux USA (risque de procès avec General Motors à cause de l'appellation du véhicule, équipements de sécurité non conformes...) C'est ainsi que, début 1988, Ford propose en Europe une série limitée de la Sierra, nommée "Série limitée GT", motorisée par un bloc Pinto 2.0L OHC (code moteur 205) de 135ch...

## Mécanique

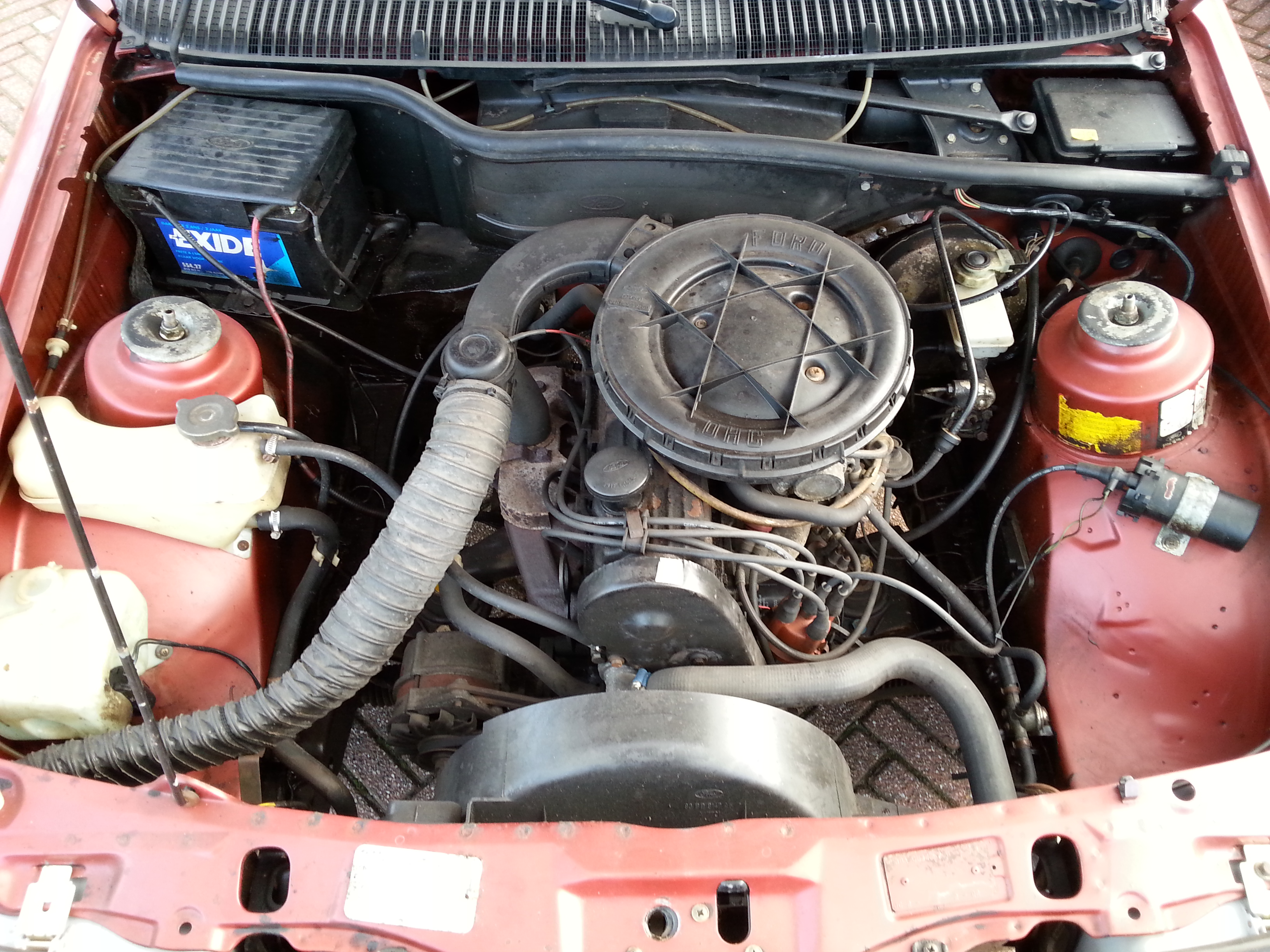
La mécanique de la Ford Sierra.

L’OHC (dit "Pinto") : Le moteur le plus fidèle de la gamme Sierra tout au long des années. D'abord présenté au Royaume-Uni en 1970 dans la Cortina, le Pinto était un moteur bon marché à distribution par courroie crantée. Ce moteur a été monté dans des millions de véhicules principalement en Europe, que ce soit dans l'Escort RS2000, la Taunus / Cortina, la Sierra, la Granada, la Scorpio, la Capri ou le Transit. Au commencement disponible en 1.3, 1.6, 1.8 et 2 litres, le Pinto a été éliminé de la gamme au fur et à mesure car incapable de respecter les nouvelles normes d'émissions polluantes entrant en vigueur au cours des années 1990. Ford a alors décidé que le Pinto avait fait son temps. Les 1.3 ont disparu d'abord (de toutes façons il n'a jamais été vraiment adapté à une voiture de la taille de la Sierra bien que ce modèle était annoncé à 975 kilos) suivi des 1.8 en 1987(remplacé par le CVH), puis les 2.0, remplacés par un nouveau moteur double arbre à cames 8 soupapes en avril 1989 (le Twincam / DOHC). Le 1.6 a finalement disparu à la fin de 1991 avec l'introduction du 1.6 CVH.
Le CVH : monté dans la Sierra en version 1.6 (après 1991) et en version 1.8 (à partir de 1987). D'abord présenté au Royaume-Uni au début des années 1980, le CVH a trouvé sa place sous le capot d'une Ford traction : l'Escort qui utilisait les versions 1.3, 1.4 et 1.6. La Fiesta l’a utilisé également en version 1.3 et 1.6 au début, puis en version 1.4 sur la génération suivante. Le CVH est issu du Pinto, mais utilisant une culasse en alliage d'aluminium et de fonte sur un bloc cylindres en acier.
Le DOHC : en service dans les Sierra 2.0 depuis 1989 en remplacement du Pinto 2.0. Il est disponible en version carburateur et en version injection. C'est un moteur à la fois performant et économique. Les deux arbres à cames sont entraînés par une chaîne qui est conçue (selon Ford) pour durer la vie du moteur. Cependant, une chaîne peut s’user et nécessiter un remplacement mais certains moteurs peuvent atteindre facilement 250 000 km sans en changer. Le DOHC est souvent considéré comme étant l'un des meilleurs moteurs de grande série jamais fait par Ford pour le marché européen.
Le Cologne V6 : le Cologne a d’abord été monté dans ses versions 2.0 et 2.3 sur les Sierra mk1 puis plus tard sur les modèles 2,8 litres de la XR4i et la XR4x4. Retouché vers la fin des années 1980 pour lui donner un meilleur couple à bas régime, il a gagné une augmentation de cylindrée portée alors à 2.9 et un changement de la conception de la culasse mais au détriment d’une voiture au comportement moins « viril » comme l’était la 2.8.

## Modèles sportifs

### Sierra RS Cosworth

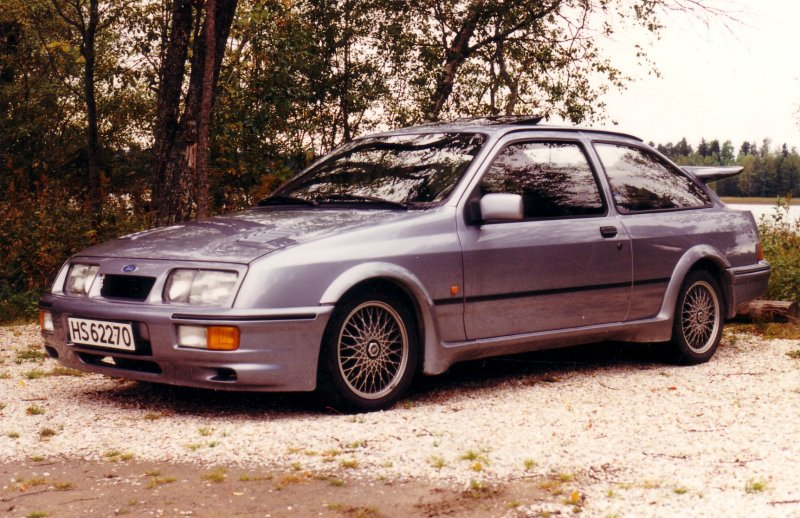
Sierra RS Cosworth.

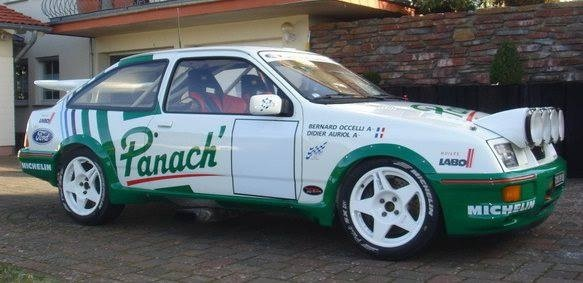
La Sierra RS Cosworth de D. Auriol.

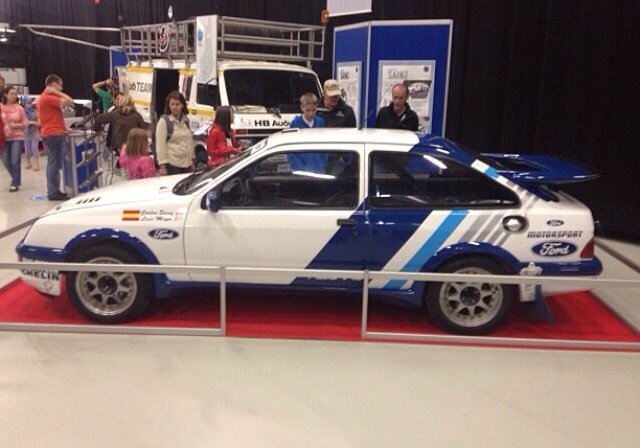
La Sierra RS Cosworth de C. Sainz.

Lancée en juillet 1986, la RS Cosworth, conçue par le groupe SVE (Special Vehicule Engineering) de Ford, fut fabriquée en Belgique dans l'usine de Genk, à 5 545 unités seulement. Un 2 litres DOHC, alimenté par un turbo Garrett T3, transmet les 204 ch (150 kW; 201 HP) aux roues arrière.
La Sierra RS Cosworth entre en concurrence directe avec la Mercedes 190E 2.3-16, et surtout face à la BMW M3 e30. Elle retrouvera d'ailleurs la bavaroise sur tous les terrains de compétitions (rallyes et circuits).

### Sierra Cosworth (2RM et 4x4)

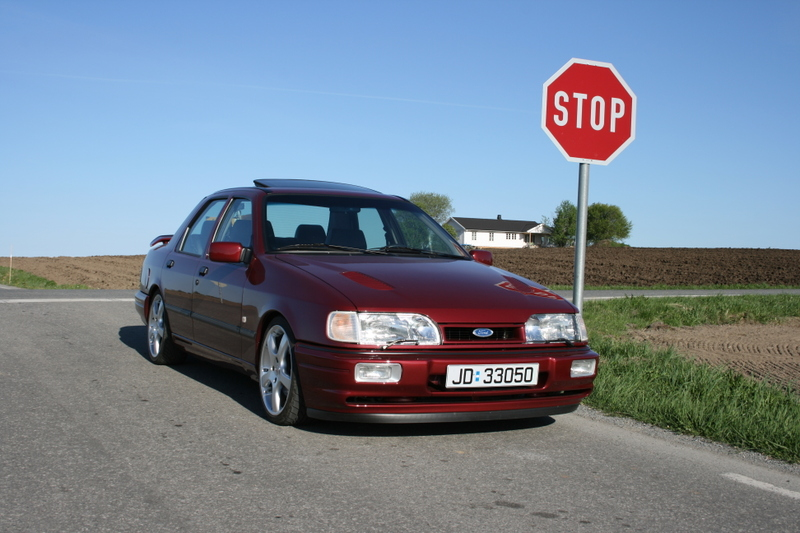
Sierra Cosworth 4x4

La nouvelle Cosworth, basée sur la Sierra Sapphire, fit son apparition en 1988 et fut produite en 11 000 exemplaires. En 1990, sort la Cosworth 4x4 produite à 9 250 exemplaires et dont la puissance est légèrement supérieure (220). Cette dernière bénéficie, en plus de la transmission intégrale, de freins arrière ventilés et d'un équipement plus complet de série, aussi bien pour le confort (la sellerie cuir pour le marché Français, notamment) que pour la sécurité.

### Palmares en rallye
WRC (14 podiums)
Introduction en 1987 (à partir de 1991 version 4x4; 1993 passage à Ford Escort RS Cosworth): (Stig Blomqvist, Carlos Sainz, Kalle Grundel, Didier Auriol (1987-88), Ari Vatanen (1987, 1991), Mark Lovell (1988), Franco Cunico (1989-91), Pierre-César Baroni (1989), Pentti Airikkala (1990), Malcolm Wilson (1990-92), Alex Fiorio (1990), Gwyndaf Evans (1990-91), François Delecour (1991-92), Mía Bardolet (1991-92), Miki Biasion (1992))
Ford vice-champion du monde des constructeurs en 1988, puis 3e du championnat constructeurs en 1992
Unique Victoire: Tour de Corse 1988 (D. Auriol)

2e Finlande 1987

2e Grande-Bretagne 1987

2e Suède 1988 (XR 4x4)

2e Portugal 1992

2e Corse 1992

3e Finlande 1987 et 1988

3e Grande-Bretagne 1987

3e Monte-Carlo 1991

3e Corse 1991

3e Catalogne 1991

3e Acropole 1992

3e SanRemo 1992
Titres continentaux
- Euro-Rallye-Trophée: 1988 Daniel Hoffner (français, 1re édition) et 1991 Philippe Camandona (suisse)
- Championnat d'Europe des rallyes: 1989, vice-champion Robert Droogmans (belge)

Titres nationaux (>40)
5 x Championnat de Belgique des rallyes:1987 Robert Droogmans (RS), puis 1990 Marc Duez (RS + 4x4), 1991 Patrick Snijers (4x4), 1992 Robert Droogmans (4x4) et enfin en 1997 Laurent Verhoestraete (4x4) , soit 10 ans d'écart entre le 1er et le dernier titre;

4 x Championnat d'Irlande des rallyes: 1987 et 1988 Mark Lovell, 1989 Russell Brookes, et 1991 Kenny McKinstry;

4 x Championnat de France des rallyes: 1987 et 1988 Didier Auriol (RS), puis 1991 et 1992 Bernard Béguin (4x4) ;

5 x Championnat de France des rallyes 2e Division: 1987 Jacques Vuillet, 1988 et 1989 Christian Rigollet, 1990 Jacques Tasso, et 1991 Gérard Maurin (version 4x4);

3 x Championnat des Pays-Bas des rallyes: 1987 Jan van der Marel, 1988 Mark Lovell, et 1990 Erwin Doctor;

2 x Championnat d'Espagne des rallyes: 1987 et 1988 Carlos Sainz;

2 x Championnat d'Angleterre des rallyes: 1987 et 1988 (Jimmy McRae);

5 x Championnat de Suisse des rallyes: 1988 et 1989 Christian Jaquillard, 1990 Philippe Camandona, puis 1991 et 1993 Olivier Burri (4x4);

2 x Championnat de Pologne des rallyes: 1991 et 1992 Marian Bublewicz (4X4 au 2e titre);

2 x Championnat du Portugal des rallyes des voitures de Production (Gr.N): 1991 et 1992 Fernando José Rebelo Martins Peres (4x4);

2 x Championnat d'Espagne des rallyes terre: 1991 Mía Bardolet et 1994 Claudio Aldecoa (4x4);

1 x Championnat de Turquie des rallyes: 1991 Ali Karakan;

2 x Championnat d'Allemagne des rallyes: 1992 et 1993 Dieter Depping;

3 x Championnat d'Écosse des rallyes: 1992 Raymond Munro, 1994 Michael Horne et 1995 David Gillanders;

1 x Championnat du Liban des rallyes: 1992 "Bagherra";

1 x Championnat de République tchèque des rallyes: 1993 Václav Blahna (4x4)

### Palmares en endurance
- 24 Heures du Nürburgring en 1988 (avec Klaus Ludwig, Steve Soper et Klaus Niedzwiedz);
- 800 kilomètres de Dijon en 1987 (avec Steve Soper et Klaus Niedzwiedz).

### Palmarès en tourisme
- Japanese Touring Car Championship en 1987 et 1988.

### Sierra XR4i
La Sierra XR4i, sortie en 1983, est équipée du Cologne V6 2.8 de la Capri légèrement vitaminé pour atteindre 150 ch (110 kW; 148 HP). Elle existe seulement en version 3 portes. Son style particulier, notamment le double spoiler, fut lui aussi considéré comme avant-gardiste.

## Modèles spéciaux

### Sierra P100 (Pickup)

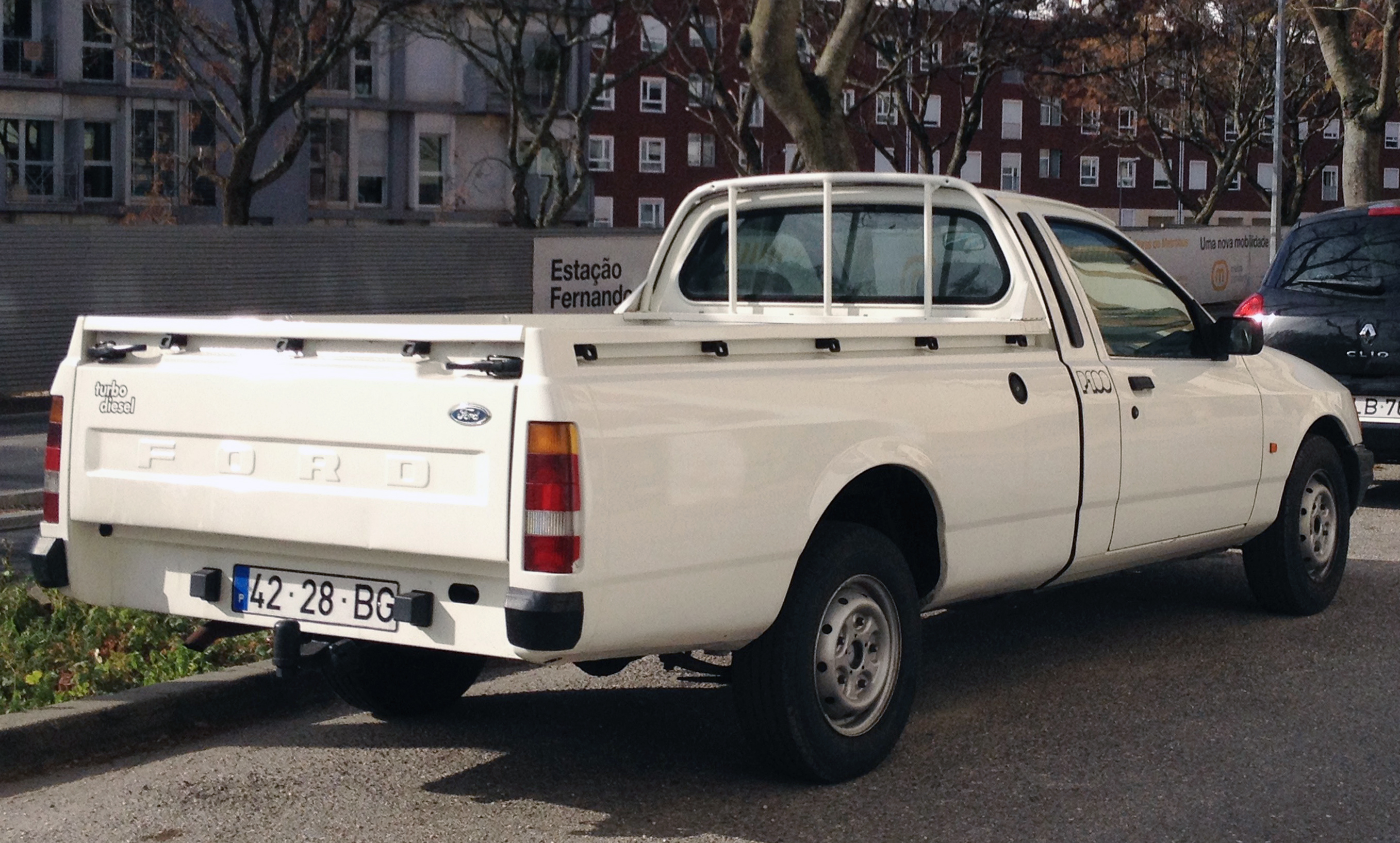
Ford Sierra P100.

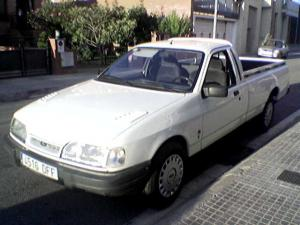
Même modèle.

Le P100 est une Sierra Mk2 (à la seule différence que la calandre est une grille qui sera généralisée ensuite à tous les modèles) transformée en pick-up. Les modèles vendus en France sont montés avec le 1.8 TD (turbodiesel) tandis que dans d'autres pays on peut le trouver avec le Pinto 2 litres à carburateur.
Le châssis n'est pas celui de la Sierra mais celui du Ford Transit.

### Sierra XR6
Ce modèle fut produit entre 1984 et 1991 en Afrique du Sud. On trouve deux modèles de XR6 Mk1, tous deux équipés du V6 3.0 "Essex" : Une première version classique, atteignant 203 km/h, et un modèle bi-turbo atteignant 231 km/h. En 1989, la Sierra sud-africaine a suivi le mouvement européen avec deux ans d'intervalle et a subi un petit restylage pour donner la XR6 Mk2. Enfin, en 1991 apparut la XR6 3.0i RS.

### Sierra XR8
Afin de pouvoir concurrencer les sportives européennes dans les courses Sud-Africaines, le V6 de la XR6 fut remplacé par un V8 5 litres de 205 ch : la XR8 était née. Produite à seulement 250 exemplaires donc extrêmement rare, la XR8, tout comme la XR6 n'est disponible qu'en 5 portes et dispose d'un aileron biplan comme la XR4i.

### Sierra RS500

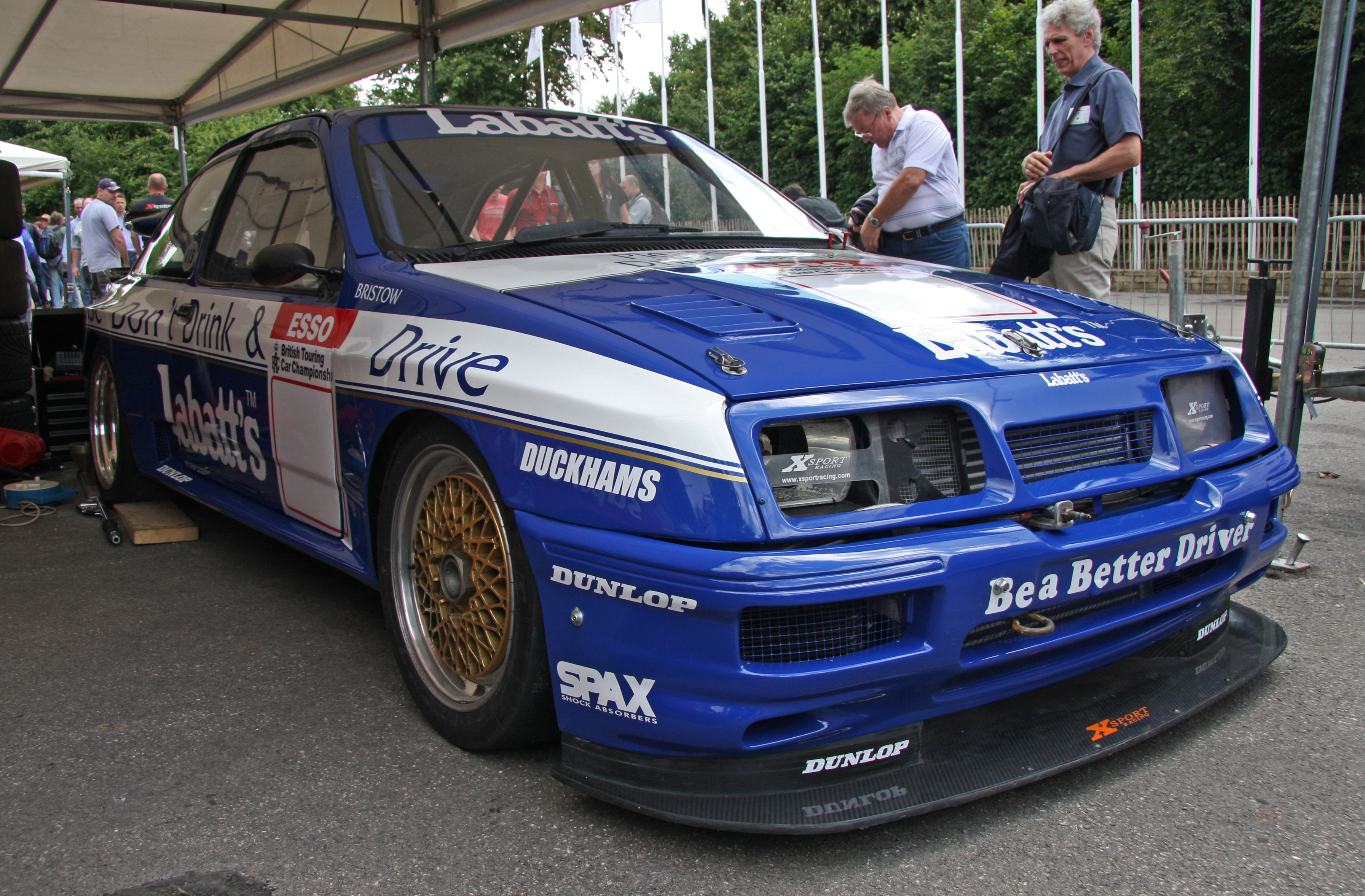
Ford Sierra RS 500

Il s'agit d'une Sierra RS de 224 ch au lieu des 204 d'origine, modifiée par Tickford, qui fut produit à seulement 500 exemplaires en 1987. Les modifications concernent le bloc moteur, notamment l'injection, le turbo (un Garrett T4) et l'intercooler, mais aussi les freins, les suspensions et quelques changements sur les spoilers et le bouclier avant (pour un meilleur flux d'air dans le compartiment moteur). La RS 500 est disponible en trois coloris : blanc, noir ou Moonstone Blue. C'est sur ce modèle musclé que sont basées beaucoup de Sierra dédiées à la course. La puissance de ces modèles de course pouvait atteindre 500 à 700 ch.
Cette voiture, survitaminée avec un moteur Ford-Cosworth, a obtenu cinq titres consécutifs de Championne d'Europe de rallycross de 1988 à 1993, grâce au Norvégien Skogstad (1), puis surtout au Suédois Kenneth Hansen (4), suivis dans la foulée de deux autres avec l'Escort RS Cosworth de Hunsbedt puis de Hutton.

## Versions turbocompressées
Des versions turbocompressées de la Sierra étaient également disponibles en tant que modèles de post-production de sociétés telles que Janspeed et, plus particulièrement, de Turbo Technics. La XR4x4 2.8 était disponible avec une gamme de kits de rechange poussant la puissance de 150 ch (110 kW; 148 HP) à plus de 202 ch (149 kW, 200 HP). Le modèle de 2,9 L avait aussi une configuration biturbo, disponible avec des variantes allant jusqu'à 284 ch (209 kW, 280 HP). Même la version DOHC avait un kit turbo unique, dont seul un petit nombre a été fabriqué. Turbo Technics a même vendu leur propre Sierra pré-préparé connu sous le nom de Minker; seule une poignée d'entre elles ont été produites, car elles coûtent beaucoup plus cher que la RS Cosworth de Ford.
En Finlande, les lois fiscales ont rendu les Sierra à moteur de 1,3 L et 1,6 L attrayantes au milieu des années 1980. À partir de 1982, un certain nombre de ces petits moteurs ont été turbocompressés localement afin de gagner une puissance similaire à celle d'un moteur de 2,0 L sans passer dans la tranche d'imposition plus élevée. Le moteur OHC de 2,0 L était également disponible avec un turbocompresseur. Celles-ci sont souvent appelées Sierra "Stockmann Turbo", du nom du fournisseur de kits de conversion le plus populaire. Après l'introduction de normes d'émissions plus strictes pour 1989, Stockmann s'est concentré sur l'approbation du kit le plus populaire, celui pour les modèles de 1,6 litre, et a cessé de proposer les autres. Les kits n'étaient pas destinés à en faire des voitures de sport, mais étaient des «spéciaux fiscaux» destinés à faire économiser de l'argent aux propriétaires sans sacrifier la puissance. Le prix d'achat d'une Turbo 1.6 était légèrement plus élevé que celui d'un modèle de 2,0 L d'usine, mais la différence était rapidement compensée par des économies d'impôts.

## Changements au cours de la vie de production
Après le lifting majeur de 1987 et l'introduction des moteurs DOHC en 1989, les autres modifications apportées à la Sierra étaient superficielles. Quelques changements de détail de style ont été apportés en 1990, lorsque le style du tableau de bord a été rafraîchi, l'avant a reçu des clignotants à lentille claire, l'arrière a reçu des lentilles de feu arrière fumées, un volant redessiné et une nouvelle calandre a été ajoutée, avec injection de carburant de série, roues de 15 pouces et freins à disque arrière. La production britannique de la Sierra a cessé en 1990, la production du modèle à conduite à droite étant transférée en Belgique.
Pour l'année modèle 1991, le moteur Pinto de 1,6 litre a finalement été abandonné et remplacé par une unité CVH de capacité similaire, marquant la fin de la vénérable unité Pinto après son introduction dans la Cortina / Taunus environ 21 ans plus tôt. Les voitures de l'année modèle 1992 ont vu les dernières révisions - notamment le tableau de bord qui a gagné un habitacle d'instrument plus arrondi similaire au style de l'Escort et de l'Orion de 1990, ainsi que des améliorations de spécifications, de couleurs et de garnitures sur toute la gamme.
En 1989, Ford avait confirmé que la successeur de la Sierra (attendue pour 1993) serait dotée de la traction avant, et un certain nombre de concept-cars ont été présentés dans la presse automobile, faisant allusion à ce à quoi la nouvelle voiture pourrait ressembler. Au début des années 1990, il était devenu clair, sur le plan technologique, que la Sierra était tombée en retard face à ses modernes rivales japonaises qui proposaient des moteurs à soupapes multiples et une suspension arrière multibras. Toutes ces caractéristiques sont apparues sur la remplaçante de la Sierra, la Mondeo à traction avant, qui a été dévoilée en novembre 1992 et mise en vente en mars suivant.

## Popularité
La Sierra est la dixième voiture la plus populaire à avoir été vendue en Grande-Bretagne, avec 1 299 993 unités vendues. Les premières Sierra étaient vendues en octobre 1982 et les stocks ont duré environ deux ans après la fin de la production - avec plus de 200 modèles vendus en 1994 et au moins un exemplaire vendu en 1995 (en février, en tant que modèle enregistré M)[réf. nécessaire].
La Sierra est restée une voiture courante sur les routes du Royaume-Uni et dans plusieurs autres pays européens, et un achat d'occasion populaire, jusqu'au XXIe siècle. Cependant, seules 2 425 Ford Sierra étaient taxés et toujours sur les routes britanniques en décembre 2019, avec 11 562 unités actuellement statutaires de notification hors route,.